# Pactana ornata
Pactana ornata är en insektsart som beskrevs av Rauno E. Linnavuori 1960. Pactana ornata ingår i släktet Pactana och familjen dvärgstritar. Inga underarter finns listade i Catalogue of Life.